# HD 219482
HD 219482，又名CP-62 6412，SAO 255446、HR 8843，是一颗恒星，视星等为5.66，位于銀經320.63，銀緯-51.76，其B1900.0坐标为赤經23h 10m 57s，赤緯-62° -51.76′ 46″。